# غوردون لاو
غوردون لاو (بالإنجليزية: Gordon Lau)‏ هو سياسي أمريكي، ولد في 22 أغسطس 1941، وتوفي في 20 أبريل 1998.